# سس گریوی

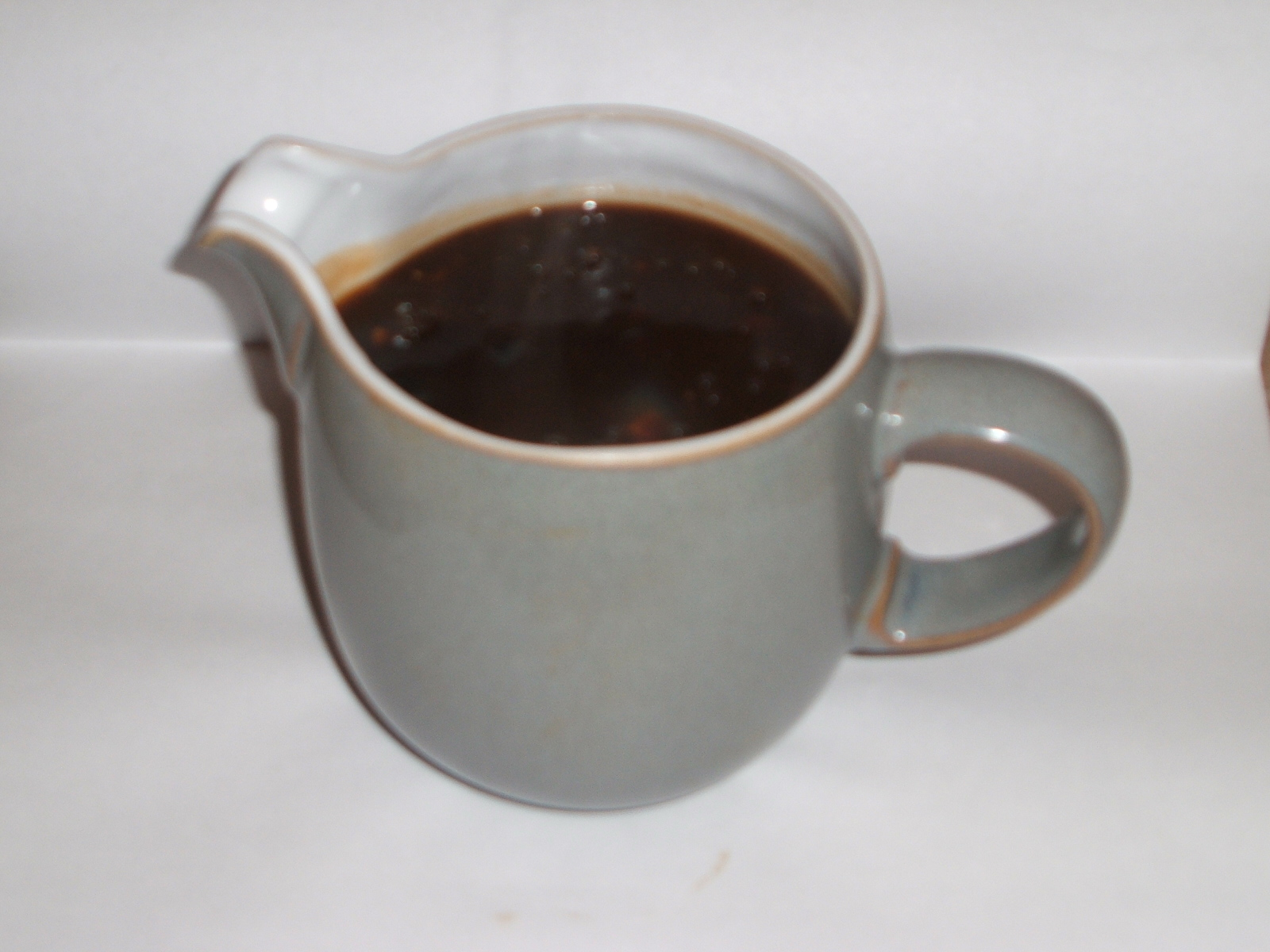
سس گریوی

گریوی (به انگلیسی: Gravy) نوعی سس است که از عصارهٔ خارج شده از گوشت در حال پخت تهیه‌شده و برای مزه‌دارتر کردن خوراک‌های گوشتی به آنان اضافه می‌شود. این سس معمولاً در سس‌خوری‌های قایقی شکل و به صورت گرم سرو می‌گردد.